# Vuk Vidor
Vuk Vidor (rodným příjmením Veličković, srbsky Вук Видор, rodné příjmení Величковић, * 1965 Bělehrad) je francouzsko-srbský umělec.

## Život
Narodil se v Srbsku v roce 1965 v Bělehradě. V dospělosti studoval v Paříži na École nationale supérieure des beaux-arts. V roce 1992 se rozhodl věnovat se malbě. Jeho otcem byl srbský malíř Vladimír Veličkovič.

## Umělecká práce
Žije a pracuje v Srbsku a Francii. Jeho díla jsou známa svým eklekticismem a vytváří zajímavý vizuální styl. Má za sebou výstavy po celé Evropě, například v Paříži, Dublinu či v jeho rodném Bělehradě.
Je také držitelem několik ocenění, byla mu udělena např. Mezinárodní malířská cena v roce 1996 v obci Vitry-sur-Seine ve Francii. V roce 2022 vydal knihu s názvem Weird World, jejímž obsahem jsou jeho vlastní analogové fotografie.